# Sarphatistraat 47-55
Sarphatistraat 47-55 te Amsterdam is een relatief breed gebouw aan de Sarphatistraat in Amsterdam-Centrum. Het werd gebouwd in het deel tussen Amstel met de Hogesluis en de Weesperplein.
Hier besteedde in 1928 de Amsterdamsche Bank een nieuw bankgebouw aan dat was ontworpen door Christiaan Posthumus Meyjes jr. met ondersteuning van ingenieur Jacob van de Linden. De bank had toen meerdere ijzers in het vuur. Tegelijkertijd werd verbouwd aan de Van Baerlestraat (architectenfamilie Bert Johan Ouëndag en Willem Bert Ouëndag) en nieuw gebouwd aan Jodenbreestraat (Posthumus Meyjes). Het werd de vestiging die de bij de diamantindustrie behorende geldstromen moest behandelen. In de buurt lag de diamantbeurs aan de Nieuwe Achtergracht.
Tijdens de Tweede Wereldoorlog was hier de bank Lippmann, Rosenthal & Co. gevestigd, beter bekend als Lirobank; een zogenaamde roofbank, die de Joden van hun bezittingen moest ontdoen onder een vertrouwelijk klinkende naam. Na die oorlog kwam er de LVVS (Liquidatie van Verwaltung Sarphatistraat), de Amsterdamsche Bank kwam hier terug, fuseerde tot AMRO Bank (1964), die weer in 1990 fuseerde tot ABN AMRO Bank N.V. Vanuit dit filiaal werd even later een grootscheepse fraude gestart. Amper tien jaar later (2007) verkocht de bank het gebouw; de volgende (mede)gebruiker was het Theater Instituut Nederland. Het werd in de jaren tien van de 21e eeuw onder begeleiding van architect Manon Becking van Kentie & Partners Architekten ingrijpend verbouwd tot hotel uit de keten CitizenM met 88 kamers.
Het gebouw laat een mengeling van bouwstijlen zien; er zijn tekenen van Amsterdamse School (wisseling bak- en natuursteen; steile daken, afwijkend metselverband)) en invloeden van Hendrik Petrus Berlage (strakke lijnen). Het gebouw werd op 23 mei 2006 tot gemeentelijk monument verklaard.
In 2003 werd een plaquette geplaatst verwijzend naar haar geschiedenis in de oorlog.